# Love Happens
Love Happens ist ein US-amerikanischer Romantikfilm, mit den Hauptdarstellern Aaron Eckhart und Jennifer Aniston. Der Film startete am 12. November 2009 in den deutschen Kinos.

## Handlung
Der Witwer Dr. Burke Ryan ist Autor eines sehr erfolgreichen Ratgeberbuches, des Weiteren hält er Selbsthilfeseminare. Er kommt jedoch nicht mit dem Tod seiner Frau klar und versteckt sich hinter einer Fassade. Als er ein Seminar in Seattle leitet, lernt er Eloise kennen, eine Blumenhändlerin, die dem Hotel Blumen zur Verfügung stellt. Sie hilft ihm zu begreifen, dass er den Tod seiner Frau nicht mit Selbstbetrug und Verschlossenheit verkraften kann.
Am Ende sieht er dies ein und kann sich von diesem Verlust befreien, wobei er auch mit seinem Schwiegervater Frieden schließen kann. Am Ende des Films kommen Burke und Eloise durch seine Entscheidung zusammen und für ihn beginnt ein Neuanfang.

## Kritiken
Die Reaktion der Filmkritik in den USA war ganz überwiegend negativ. Die Auswertung durch Rotten Tomatoes ergab einen Anteil positiver Kritiken von bislang lediglich 16 Prozent.
FILMSTARTS.de meint, dass einer starken ersten Hälfte eine „fragwürdige zweite“ folge. So sei der Film mit seiner „Trauerthematik zu Beginn noch intelligent und einfühlsam“, er gleite jedoch „in Richtung trivialer Lebensweisheiten“ ab.
Kino.de schreibt, dass die „Balance des Films zwischen sensibel, komisch und berührend“ stimme. Gelobt werden hier die Darstellungen von John Carroll Lynch und Martin Sheen.

## Soundtrack
1. The Time of Times – Badly Drawn Boy
2. Dream – Priscilla Ahn
3. Life In Ashes – Curt Sobel and Gary Schreiner
4. Lake Michigan – Rogue Wave
5. Fresh Feeling – Eels
6. Acidtar Bollyhop – Curt Sobel and Gary Schreiner
7. We Will Become Silhouettes – The Postal Service
8. Your Hand In Mine – Explosions in the Sky
9. Have A Little Faith in Me – John Hiatt
10. IO (This Time Around) – Helen Stellar
11. Everyday – Rogue Wave